# 게리 네빌
게리 알렉산더 네빌(영어: Gary Alexander Neville, 1975년 2월 18일 ~ )은 잉글랜드의 은퇴한 축구 선수, 축구 평론가로 포지션은 라이트백이었다. 커리어 전체를 맨체스터 유나이티드에서 보낸 원클럽맨이다.
네빌은 당대 최고의 라이트백 중 하나였으며 센터백과 오른쪽 풀백의 위치에서 뛸 수 있는 오버래핑에 이은 정확한 크로스가 일품인 선수였다. 팀이 위기에 처할 때 주장으로서 파이팅을 외치며 팀 동료들을 격려하고 직접 측면 공격을 주도하기도 하였다.

## 클럽 경력
게리 네빌은 1991년 7월 맨체스터 유나이티드의 유소년 팀에 입단한 후 정식 계약을 맺었다. 그는 데이비드 베컴, 폴 스콜스, 니키 버트, 라이언 긱스 등과 함께 1992년 FA 유스컵에서 우승하였으며, 그해에 퍼스트 팀 첫 경기를 치렀다. 1994/95 시즌부터 주전 자리를 차지한 후 다음 시즌 프리미어 리그와 FA컵을 우승하여 팀이 더블을 기록하는 데 큰 공헌을 했다. 1996/97 시즌 리그 우승을 경험했고, 1998/99 시즌 맨체스터 유나이티드가 프리미어 리그, FA컵, UEFA 챔피언스리그를 우승하는 트레블의 주축이 되었고 에버턴과의 경기에서 입단 후 퍼스트팀 첫 골을 기록했다. 그 후 1999~2001년 사이에 팀은 3연속 프리미어 리그를 우승하게 되었다. 2002/03 시즌 우승과 2004년 FA컵 우승을 기록했고, 2005/06 시즌에는 주장 로이 킨의 뒤를 이어서 맨체스터 유나이티드의 새로운 주장에 선임되었다. 2006년에 풋볼 리그 컵 우승을 기록하고, 2006/07 시즌에는 4년 만에 프리미어리그 타이틀을 거머쥐게 되었다. 주장이 된 후 매 시즌 우승을 경험하는 행운도 생겨난 것이다. 하지만 2006/07 시즌 볼턴 원더러스와의 홈 경기 도중 발목 부상과 부상 재활과 재발이 반복되어 2007/08 시즌 리그 경기에는 UEFA 챔피언스리그 8강 2차전에는 후반 교체 출장한 것이 전부였다. 2008/09 시즌에는 출장 수가 예전과 같이 많은 경기를 뛰진 않았다. 오랜 부상으로 인한 결장으로 기량이 급감하였기 때문이었다. 2009-10 풋볼 리그 컵 4강 1차전 맨체스터 시티와의 원정 더비 경기에서는 알렉스 퍼거슨 감독에게 불만을 품고 이적한 카를로스 테베스에게 손가락 욕을 하여 논란이 되었다. 그는 2010-2011 시즌부터 실력이 급감하기 시작하였다. 주력이 눈에 띄게 떨어저 빠른 선수를 상대하기에 부족한 모습을 보였고 몸싸움과 타이트한 마크를 하지 못하며 총 대회 4경기(리그 3경기,칼링컵 1경기) 출장에 그쳤고 네마냐 비디치에게 주장완장을 넘겨준 채 좋지 않은 시즌을 보내고 있었다. 2010년 10월 24일 스토크 시티에서는 거친 플레이로 조기에 옐로 카드를 받아 하프타임 때 웨스 브라운과 교체되었고 3달여만에 출전한 웨스트 브로미치 앨비언전에서는 상대방에게 PK를 내줄 뻔하기도 하는 등 불안한 모습을 보이다 결국 후반 70분에 파비우 페헤이라 다 시우바와 교체되었다. 그리고 결국 부상 후유증과 급격한 기량 하락 때문에 2011년 2월 3일 공식적으로 은퇴 발표를 하였다.

## 국가대표 경력
1996년 동생인 필 네빌과 함께 유로 96 잉글랜드 대표팀에 선발되어 1960년 보비 찰턴, 잭 찰턴 형제에 이어 잉글랜드 역사상 2번째 형제가 대표팀에 선발되는 일이 일어나게 되었다. 그는 그 대회에서 징계로 결장한 4강전을 제외한 모든 경기에 출장하였다. 1998년 프랑스 월드컵에도 선발된 게리 네빌은 16강전에서 아르헨티나에게 패배를 당하는 슬픔은 겪게 되었다. 그 후 유로 2000에서도 형제가 잉글랜드 대표팀의 일원이 되지만 최악의 모습을 보여주면서 팀은 조별예선에서 탈락했다. 게리 네빌은 2002 한일 월드컵에는 부상으로 출전하지는 못했지만, 유로 2004와 2006 독일 월드컵에 잉글랜드 대표팀으로 발탁되어 자신의 기량을 유감없이 보여주었다. 하지만 2006-07 시즌 막바지에 당한 부상으로 대표팀엔 한동안 뽑히지 못하였다.
2008-09 시즌 이후 파비오 카펠로 감독은 잉글랜드의 월드컵 예선전을 위해 게리 네빌을 다시 대표팀으로 불러들였다.

## 감독 경력
2015년 12월 2일 게리 네빌은 6개월 단기계약으로 발렌시아 CF의 감독으로 취임한다. 시즌 중 12경기 무승을 거두며 강등권과 승점 6점차라는 아슬아슬한 상황까지 맞이하였고, FC 바르셀로나와 국왕컵 경기에서는 7대0이라는 대패를 당하기도 했다. 결국 2016년 3윌 31일 계약 기간 3개월을 남기고 경질당했다.

## 출전 통계
| 클럽                | 시즌        | 디비전       | 리그 | 리그 | FA컵 | FA컵 | EFL컵 | EFL컵 | UEFA | UEFA | 기타 | 기타 | 합계 | 합계 |
| 클럽                | 시즌        | 디비전       | 출전 | 득점 | 출전 | 득점 | 출전  | 득점  | 출전 | 득점 | 출전 | 득점 | 출전 | 득점 |
| ------------------- | ----------- | ------------ | ---- | ---- | ---- | ---- | ----- | ----- | ---- | ---- | ---- | ---- | ---- | ---- |
| 맨체스터 유나이티드 | 1992-93     | 프리미어리그 |      |      |      |      |       |       | 1    | 0    |      |      | 1    | 0    |
| 맨체스터 유나이티드 | 1993-94     | 프리미어리그 | 1    | 0    |      |      |       |       | 1    | 0    |      |      | 2    | 0    |
| 맨체스터 유나이티드 | 1994-95     | 프리미어리그 | 18   | 0    | 4    | 0    | 3     | 0     | 2    | 0    |      |      | 27   | 0    |
| 맨체스터 유나이티드 | 1995-96     | 프리미어리그 | 31   | 0    | 6    | 0    | 1     | 0     | 1    | 0    |      |      | 39   | 0    |
| 맨체스터 유나이티드 | 1996-97     | 프리미어리그 | 31   | 1    | 3    | 0    | 1     | 0     | 10   | 0    | 1    | 0    | 46   | 1    |
| 맨체스터 유나이티드 | 1997-98     | 프리미어리그 | 34   | 0    | 3    | 0    |       |       | 8    | 0    |      |      | 45   | 0    |
| 맨체스터 유나이티드 | 1998-99     | 프리미어리그 | 34   | 1    | 7    | 0    |       |       | 12   | 0    | 1    | 0    | 54   | 1    |
| 맨체스터 유나이티드 | 1999-00     | 프리미어리그 | 22   | 0    |      |      |       |       | 9    | 0    | 4    | 0    | 35   | 0    |
| 맨체스터 유나이티드 | 2000-01     | 프리미어리그 | 32   | 1    | 2    | 0    |       |       | 14   | 0    | 1    | 0    | 49   | 1    |
| 맨체스터 유나이티드 | 2001-02     | 프리미어리그 | 34   | 0    | 2    | 0    |       |       | 14   | 0    | 1    | 0    | 51   | 0    |
| 맨체스터 유나이티드 | 2002-03     | 프리미어리그 | 26   | 0    | 3    | 0    | 5     | 0     | 10   | 1    |      |      | 44   | 1    |
| 맨체스터 유나이티드 | 2003-04     | 프리미어리그 | 30   | 2    | 4    | 0    | 1     | 0     | 7    | 0    |      |      | 42   | 2    |
| 맨체스터 유나이티드 | 2004-05     | 프리미어리그 | 22   | 0    | 4    | 0    | 1     | 0     | 7    | 1    | 1    | 0    | 35   | 1    |
| 맨체스터 유나이티드 | 2005-06     | 프리미어리그 | 25   | 0    | 3    | 0    | 5     | 0     | 4    | 0    |      |      | 37   | 0    |
| 맨체스터 유나이티드 | 2006-07     | 프리미어리그 | 24   | 0    | 3    | 0    |       |       | 6    | 0    |      |      | 33   | 0    |
| 맨체스터 유나이티드 | 2007-08     | 프리미어리그 | 0    | 0    |      |      |       |       | 1    | 0    |      |      | 1    | 0    |
| 맨체스터 유나이티드 | 2008-09     | 프리미어리그 | 16   | 0    | 2    | 0    | 3     | 0     | 4    | 0    | 4    | 0    | 29   | 0    |
| 맨체스터 유나이티드 | 2009-10     | 프리미어리그 | 17   | 0    | 1    | 0    | 4     | 0     | 6    | 0    |      |      | 28   | 0    |
| 맨체스터 유나이티드 | 2010-11     | 프리미어리그 | 3    | 0    |      |      | 1     | 0     |      |      |      |      | 4    | 0    |
| 커리어 합계         | 커리어 합계 | 커리어 합계  | 400  | 5    | 47   | 0    | 25    | 0     | 117  | 2    | 13   | 0    | 602  | 7    |

## 수상

#### 맨체스터 유나이티드 FC
- 프리미어리그 : 1995-96, 1996-97, 1998-99, 1999-00, 2000-01, 2002-03, 2006-07, 2007-08, 2008-09, 2010-11
- FA컵 : 1995-96, 1998-99, 2003-04
- EFL컵 : 2005-06, 2008-09, 2009-10
- FA 커뮤니티 실드 : 1996, 1997, 2008
- UEFA 챔피언스리그 : 1998-99, 2007-08, 준우승 (2008-09, 2010-11)
- 인터콘티넨털컵 : 1999
- FIFA 클럽 월드컵 : 2008

#### 잉글랜드
- UEFA U-18 유로 : 1993
- 투르누아 드 프랑스 : 1997

### 개인
- PFA 올해의 팀 : 1996–97, 1997–98, 1998–99, 2004–05, 2006–07
- PFA 세기의 팀 : 2007
- FWA 공로상 : 2012
- ESM 올해의 팀 : 1997-98
- 잉글랜드 축구 명예의 전당 : 2015
- 프리미어리그 10주년 베스트팀 (1992-93/2001-02)[3]
- 프리미어리그 20주년 베스트팀 (1992-93/2011-12)[4]
- 볼튼 대학교 예술학 명예 박사 학위 : 2009
- 살포드 대학교 이학 명예 박사 학위 : 2014

## 같이 보기
- 원클럽맨 명단